# Pałuki (Mazovie)
Pour les articles homonymes, voir Pałuki.
Pałuki (prononciation : [paˈwuki]) est un village polonais de la gmina d'Opinogóra Górna dans le powiat de Ciechanów de la voïvodie de Mazovie dans le centre-est de la Pologne.
Il se situe à environ 5 kilomètres au sud-est d'Opinogóra Górna (siège de la gmina), 8 kilomètres à l'est de Ciechanów (siège du powiat) et à 75 kilomètres au nord de Varsovie (capitale de la Pologne).

## Histoire
De 1975 à 1998, le village appartenait administrativement à la voïvodie de Ciechanów.